# Morbi (Distrikt)
Der Distrikt Morbi (Gujarati મોરબી જિલ્લો) ist ein Verwaltungsdistrikt im indischen Bundesstaat Gujarat.

## Geografie und Klima
Der Distrikt liegt am nördlichen Rand der Halbinsel Kathiawar. Angrenzende Distrikte sind Kachchh im Norden, Surendranagar im Osten, Rajkot im Süden und Surendranagar  im Westen. Das Terrain ist überwiegend flach mit einer durchschnittlichen Höhe über dem Meeresspiegel von 54 Metern. Der einzige größere Fluss im Distrikt ist der Machchhu (auch Machhu), der in den Madla-Bergen nahe Jasdan im Distrikt Rajkot entspringt und dann 130 Kilometer in nördliche Richtung fließt und schließlich im Rann von Kachchh endet. Die Distrikthauptstadt Morbi ist am Machchhu-Fluss gelegen. Entlang des Flusses wurden zwei Dämme errichtet, Machchhu 1 nahe dem Dorf Jalsika im Taluk Wankara und Machchhu 2 beim Dorf Jodhpur, etwa neun Kilometer von der Stadt Morbi entfernt. Die Dämme dienen der Hochwasserregulierung, der Bewässerung in der Landwirtschaft und der Trinkwassergewinnung.
Das Klima entspricht einem heißen Monsunklima. Heißester Monat ist der Mai und der kälteste der Januar. Im Sommer kann die Temperatur bis auf 44 °C steigen, während die Winter im Allgemeinen mild sind mit Minimaltemperaturen um 10 bis 11 °C, selten bis zu 6 °C. Die Monsunzeit, in der fast der gesamte Jahresniederschlag von etwa 612 mm fällt, dauert von Juni bis September. Vereinzelte Regenschauer treten auch im Oktober und November auf.

## Geschichte
Der Distrikt wurde am 15. August 2013, symbolträchtig am 67. Jahrestag der Unabhängigkeit Indiens aus Teilen der Distrikte Rajkot, Surendranagar und Jamnagar neu gebildet. Die Regierung des damaligen Chief Ministers von Gujarat Narendra Modi setzte damit ein Wahlversprechen um, das die BJP vor der Wahl in Gujarat 2012 abgegeben hatte. Der Distrikt Morbi war einer von sieben Distrikten, die an diesem Tag in Gujarat neu entstanden.
Während der britischen Kolonialzeit stand die Region unter der Herrschaft verschiedener Fürstenstaaten. Diese schlossen sich 1948, nach der Unabhängigkeit Indiens, zum Staat Saurashtra zusammen, der Teil der Indischen Union wurde. Im States Reorganisation Act 1956 wurde Saurashtra aufgelöst und kam zum Bundesstaat Bombay, der seinerseits 1960 in die beiden Staaten Maharashtra und Gujarat geteilt wurde. Kathiawar und mit ihm Morbi gehört seitdem zu Gujarat.

## Katastrophen
Am 11. August 1979 brach nach vorangegangenen massiven Regenfällen die Machhu-II-Talsperre, was eine massive Flutwelle im Fluss Machchhu auslöste. Die folgende Überschwemmungskatastrophe kostete mehrere Tausend Menschenleben. Der kollabierte Damm wurde 1989 mit wesentlich größerer Kapazität wieder aufgebaut. Auch nach Inbetriebnahme des neuen Damms kam es wiederholt zu Überschwemmungen durch den Machchhu-Fluss, die zum Teil Evakuierungen nötig machten.
Am 31. Januar 2001 wurde der Distrikt vom Erdbeben in Gujarat 2001 schwer getroffen. Das Epizentrum des Bebens lag im Nachbardistrikt Kachchh und führte auch im Gebiet des späteren Distrikts Morbi zu schweren Zerstörungen und vielen Todesopfern.
Am 30. Oktober 2022 stürzte in der Stadt Morbi die Hängebrücke über den Machchhu aufgrund von Überlastung ein. Dabei kamen mindestens 135 Menschen ums Leben.

## Bevölkerung
Der spätere Distrikt hatte zum Zeitpunkt der Volkszählung 2011 960.329 Einwohner (494.726 männlich, 465.603 weiblich). Die Alphabetisierungsrate lag mit 84,59 Prozent merklich über dem Durchschnitt Gujarats (78,03 Prozent). Das Geschlechterverhältnis war mit 1062 Männern auf 1000 Frauen unausgeglichen und die Bevölkerungsdichte lag mit 197 Einwohnern pro Quadratkilometer deutlich unter dem Durchschnitt des Bundesstaats (308 Einwohner pro Quadratkilometer). 358.420 Personen (36,93 Prozent der Bevölkerung) lebten 2011 in städtischen Siedlungen. Der Urbanisierungsgrad lag damit unter dem Durchschnitt Gujarats (42,6 Prozent). Die im Distrikt vorwiegende Sprache ist Kathiyawadi, ein Dialekt des Gujarati.

## Verwaltung
Im Jahr 2022 war der Distrikt in fünf Taluks unterteilt: Halvad, Morbi, Wankaner, Maliya Miyana und Tankara.

## Wirtschaft
Die Distrikthauptstadt ist überregional bekannt für ihre keramische Industrie und für die Herstellung von Wanduhren. Im Jahr 2022 gab es dort etwa 390 Betriebe der Keramikherstellung und 150 Betriebe der Uhrenherstellung. Außerhalb der Stadt Morbi ist der Distrikt agrarisch geprägt: in den Jahren 2011 bis 2013 wurden in der Kharif-Saison vorwiegend Baumwolle (auf 1601 km²), Erdnüsse (446 km²), Sesam (17,4 km²) und Rizinussamen (17,4 km²) angebaut. In der Rabi-Saison war es vorwiegend Weizen (143 km²). Jahreszeitenunabhängig wurden in geringen Mengen verschiedene Obstsorten, Gemüse und Gewürze kultiviert. Quantitativ bei weitem am bedeutendsten war Kreuzkümmel (31 km²).